# Logement

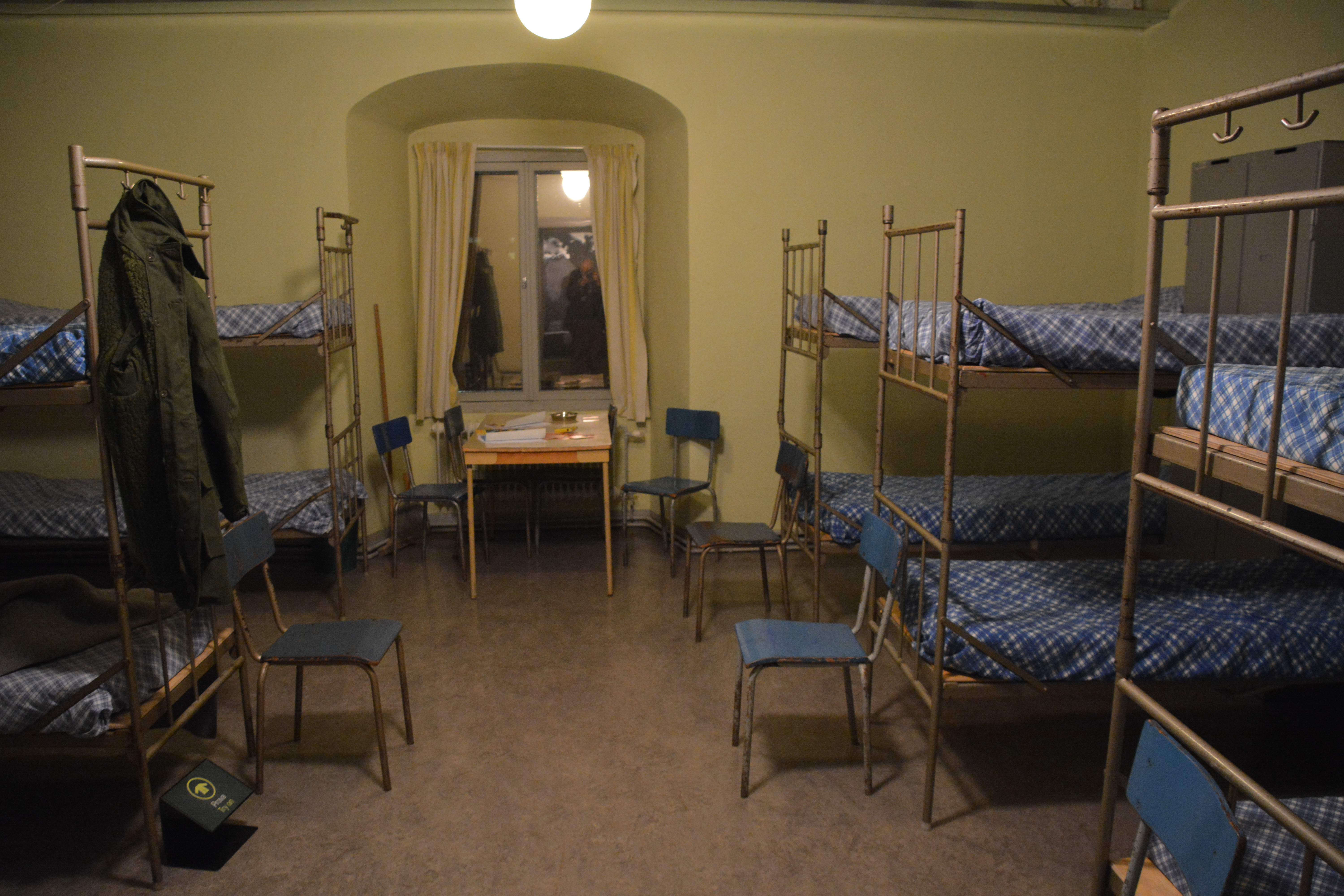
Svenskt logement ("lucka"), Armémuseum i Stockholm

Logement (franska logement, "inkvartering", "logi") är ett gemensamt sovrum för soldater i en kasern.

## Logementsfartyg
Ett logementsfartyg är ett fartyg, som liksom kasernen i land, används till bostad för militär trupp.I regel är det ett äldre avrustat fartyg som byggts om.

## Sverige
Logementet kallas ofta i folkmun för "luckan".

## Finland
I Finland kallas logement för stugor.